# 6327 Tijn
6327 Tijn è un asteroide della fascia principale. Scoperto nel 1991, presenta un'orbita caratterizzata da un semiasse maggiore pari a 2,7662915 UA e da un'eccentricità di 0,2246463, inclinata di 14,40662° rispetto all'eclittica.